# Pilosella glomerata
Pilosella glomerata (нечуйвітер невиразний як Hieracium subambiguum) — вид рослин з родини айстрових (Asteraceae), поширений у Європі крім заходу та в західному й центральному Сибіру.

## Опис
Багаторічна трав'яниста рослина 40–70 см заввишки. Пагони зазвичай дуже короткі, товсті, надземні, з довгими листками. Стеблових листків 2, ланцетних. Листки опушені б.-м. довгими м'якими волосками 1.5–3(5) мм довжини. Волоски і залозки на листочках обгорток приблизно в однаковій кількості. Квіти темно-жовті.

## Поширення
Поширений у Європі крім заходу та в західному й центральному Сибіру.
В Україні вид зростає на луках — у Прикарпатті й західному Поліссі.